# Stichkanal Salzgitter

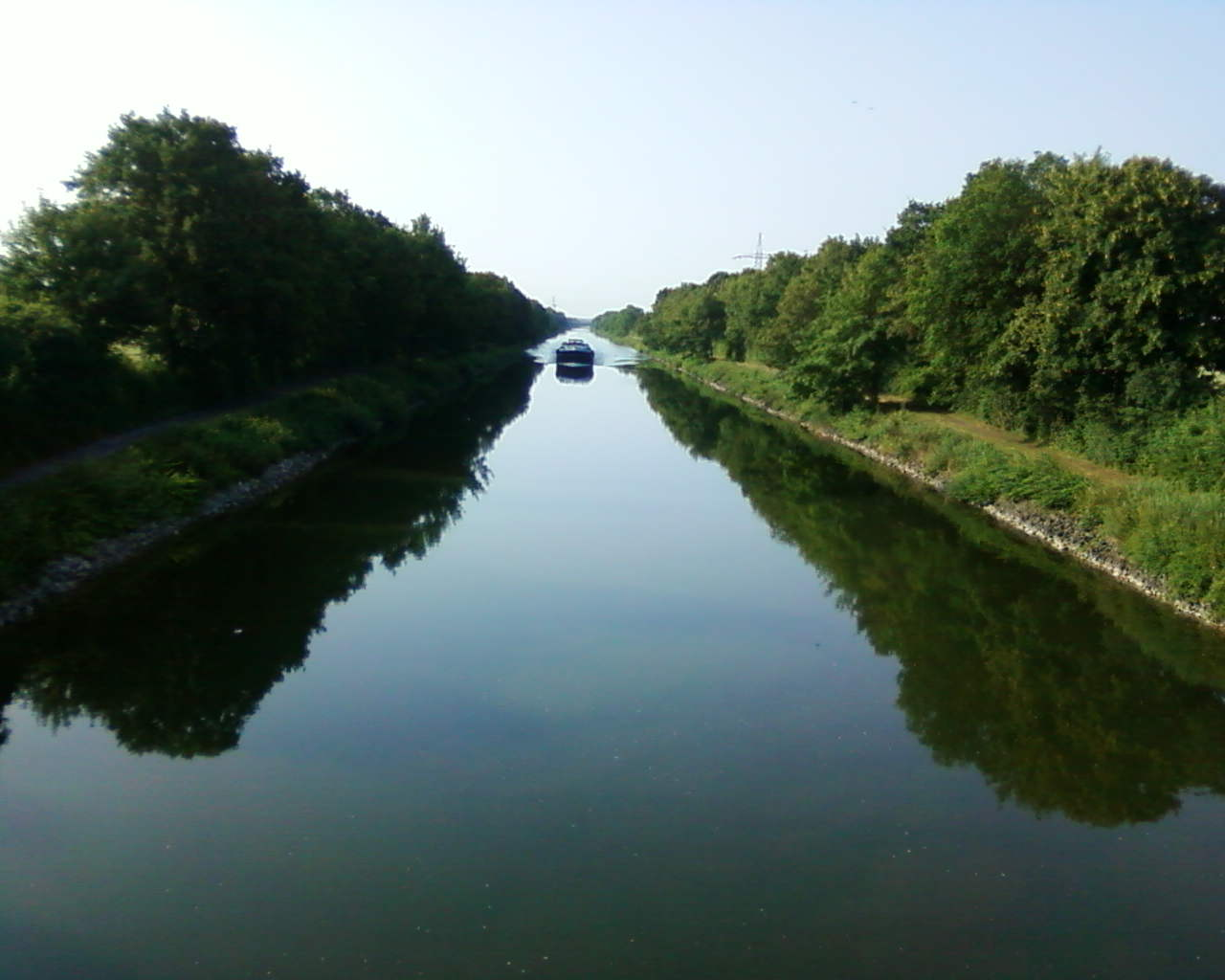
Der Stichkanal Salzgitter bei Sonnenberg, Gemeinde Vechelde

Der Stichkanal Salzgitter (SKS) ist eine Bundeswasserstraße, die den Mittellandkanal mit den Hafenanlagen der Stadt Salzgitter verbindet.

## Geschichte
Der Kanal wurde zum Anschluss des Hüttenwerkes Hermann Göring (heute Salzgitter AG) an den bereits bestehenden Mittellandkanal gebaut. Erste Planungen wurden im August 1937 aufgenommen. Baubeginn war am 4. April 1938, am 2. Dezember 1940 wurde der gesamte Stichkanal in Betrieb genommen.
Die Anlieferung von Kohle und der Abtransport der Produkte des Hüttenwerkes sollten auf dem Wasserweg über den Stichkanal und einen eigens angelegten Hafen in Salzgitter erfolgen.
Am 10. April 1945 verhandelte der Kommandeur der 30. US-Infanteriedivision, Generalmajor Leland Hobbs, mit dem Kommandanten der Stadt Braunschweig, Generalleutnant Karl Veith, an der Kanalschleuse bei Wedtlenstedt ergebnislos über die Kapitulation Braunschweigs. Braunschweig wurde erst zwei Tage später kampflos besetzt.

## Beschreibung

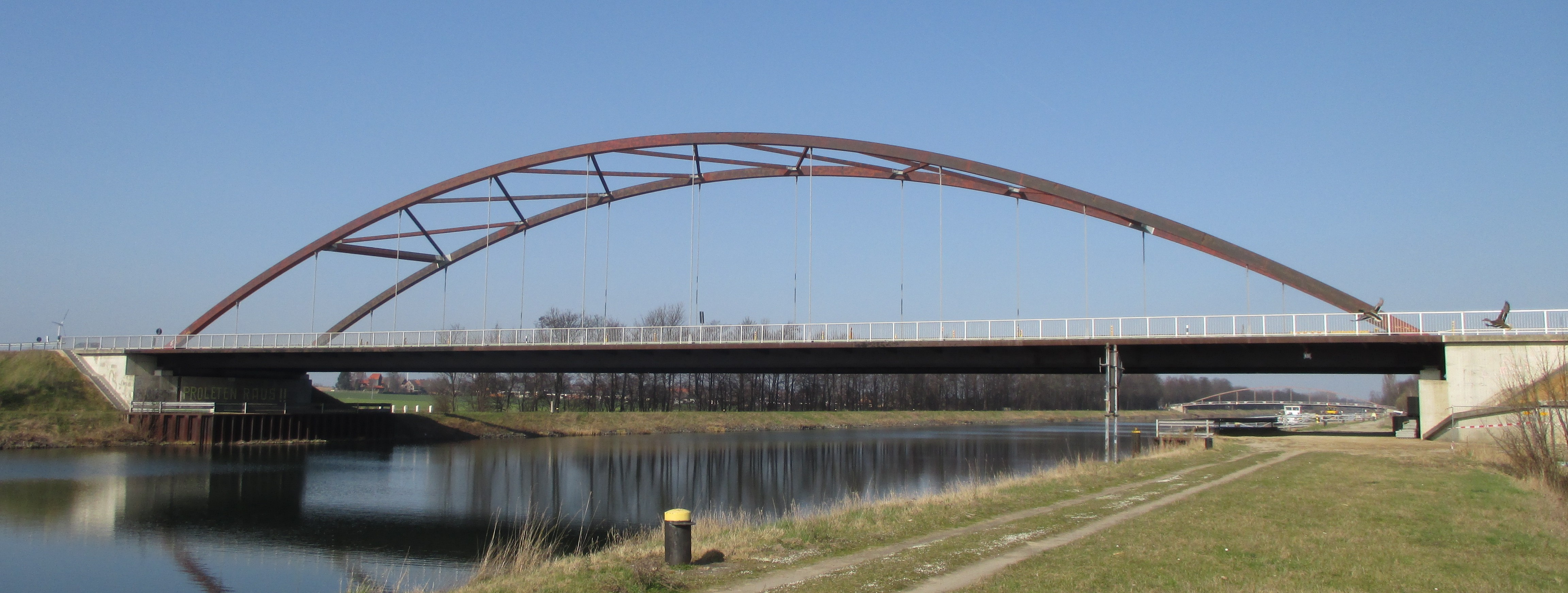
Brücke über den Stichkanal Salzgitter zwischen Beddingen und Bleckenstedt

Der Stichkanal Salzgitter ist eine Bundeswasserstraße, für die seit dem 5. Februar 2020 das neu geschaffene Wasserstraßen- und Schifffahrtsamt Mittellandkanal / Elbe-Seitenkanal zuständig ist (zuvor das Wasserstraßen- und Schifffahrtsamt Braunschweig).
Der Kanal erstreckt sich auf rund 18 km in Nord-Süd-Ausrichtung, zweigt beim Mittellandkanal-km 213,5 am Ort Wendeburg nach Süden ab und befindet sich etwa 10 km westlich von Braunschweig. Vom Mittellandkanal bis zum Vorhafen der Schleuse Wedtlenstedt (SKS-km 4,6) ist der Kanal mit Spundwänden ausgebaut, auf der übrigen Strecke ist das Kanalufer meist mit lockerer Steinschüttung befestigt. Im Stichkanal Salzgitter überwinden die Schleusen Wedtlenstedt einen Wasserspiegelunterschied von 9,3 m und die Schleusen Üfingen einen Wasserspiegelunterschied von 9,0 m zwischen dem Mittellandkanal (65 m ü. NN) und dem Hafen Salzgitter (83,3 m ü. NN).
Ursprünglich war der Kanal für die Schleppschifffahrt mit 1.000-t-Kähnen geplant (der Monopolbetrieb Reichs- bzw. Bundesschleppbetrieb wurde bis 1966 betrieben). Da Schleppzüge aus beiden Richtungen des Mittellandkanals (Westen und Osten) erwartet wurden, wurde der Abzweig aus dem Mittellandkanal rechtwinklig zu diesem und trichterförmig angelegt. An beiden Mittellandkanal-Ufern waren im Abzweigungsbereich Liegestellen als Kanalverbreiterungen vorgesehen, die später von der Schleppschifffahrt zur Übernahme von Betriebsstoffen genutzt wurden.
Ab 1965 wurden der Mittellandkanal und seine Zweigkanäle für die Wasserstraßenklasse IV ausgebaut. Hierbei wurde der SKS an den Verkehr mit modernen Binnenschiffen angepasst. Hintergrund war die absehbare Aufgabe der Erzförderung im Raum Peine-Salzgitter Mitte der 1970er Jahre, die Eröffnung des Elbe-Seitenkanals (ESK) 1976 und damit die Schaffung eines kostengünstigen Verkehrsweges für den Bezug ausländischer Erze durch das Stahlwerk in Salzgitter. Der ESK eröffnete den Verkehr voll (2,50 m tief) abgeladener Schiffe mit 1.350 t Ladung von Hamburg nach Salzgitter. Hierzu musste der SKS ebenfalls zeitnah durch entsprechende bauliche Veränderungen angepasst werden, und zwar:
- Vergrößerung der Durchfahrtshöhe am Unterhaupt der Ostkammer beider Schleusen und an Brücken,
- Vergrößerung der Drempeltiefen der Schleusen,
- Vergrößerung des wasserführenden Querschnittes.

Die Vergrößerung des wasserführenden Querschnitts nach den Vorgaben des Hauptkanals wurde unterhalb der Schleuse Wedtlenstedt umgesetzt. Das ursprüngliche Muldenprofil wurde durch ein Rechteckprofil mit 39 m Breite und 4,0 m Wassertiefe ersetzt; die Uferwände sind in Spundwandbauweise errichtet. In den anschließenden Haltungen Wedtlenstedt und Üfingen wurde das ursprüngliche Muldenprofil beibehalten und der Wasserspiegel um 0,3 m angehoben, so dass die Wassertiefe in der Kanalachse 3,8 m beträgt. Die Freigabe der Schifffahrt mit 2,80 m tief abgeladenen und 9,50 m breiten Fahrzeugen 1995 hat bisher zu keinen größeren Beanstandungen geführt, Schwachstelle für den Verkehr großer Fahrzeuge (etwa 11,40 m Breite) ist neben der Strecke die Oberhaupteinfahrt der Schleusen mit einer Querschnittsfläche F = 39,60 m².
Aufgrund der stetig zunehmenden Verkehrsbedeutung laufen zurzeit Planungen, den SKS auch für 11,45 m breite und 2,80 m abgeladene Schiffe auszubauen. In diesem Zusammenhang sollen die Westkammern der Schleusen Wedtlenstedt und Üfingen umgebaut werden. Neben dem Umbau der Häupter und der Anpassung der Untertore ist auch eine Verbreiterung der Kammern vorgesehen.

## Hafen Salzgitter
Der Hafen Salzgitter wurde für die „Reichswerke Hermann Göring für Erzbergbau und Eisenhütten“ in Salzgitter gebaut. Die Regierung plante eine Inbetriebnahme für Anfang 1940. Tatsächlich konnte der Stichkanal mitsamt Hafen erst am 2. Dezember 1940 in Betrieb genommen werden. Nach Kriegsende sollten die Reichswerke zunächst aufgelöst werden und der Hafen wurde in den Nachkriegsjahren vor allem für den Abtransport von Demontagegütern und Stammholz aus dem Harz als Reparationsgut für die Briten genutzt. Nach dem Demontagestopp für die Stahlwerke 1951 stieg der Güterverkehr in Salzgitter wieder an.
Heute befindet sich am Ende des Stichkanals der Privathafen der Salzgitter AG. Davor liegt der Hafen Salzgitter-Beddingen, der von den Verkehrsbetrieben Peine-Salzgitter betrieben wird. Insgesamt werden auf dem Stichkanal Salzgitter jährlich etwa 2,8 Mio. Tonnen Güter transportiert und der Hafen gilt heute als größter Binnenhafen Niedersachsens. Der wichtigste Ziel- und Herkunftshafen für die Schiffe, die aus und nach Salzgitter kommen, ist der Hamburger Hafen. Zudem verfügen Hafen und Stichkanal noch über Möglichkeiten zum Ausbau und zur Modernisierung.

## Schleusen

### Doppelschachtschleuse Wedtlenstedt

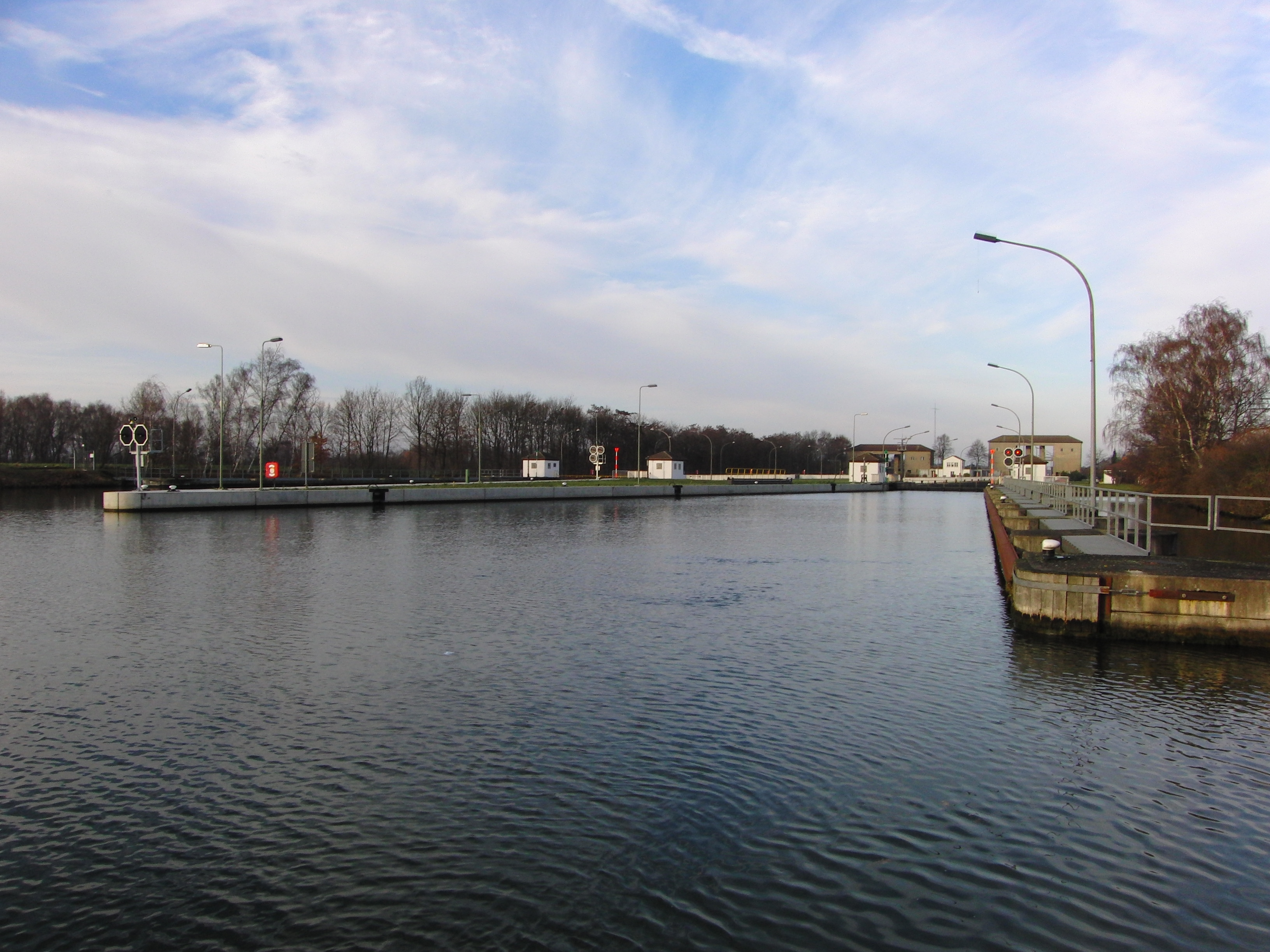
Ostkammer der Schleuse Wedtlenstedt

Die Schleuse Wedtlenstedt wurde mit zwei baugleichen Kammern erbaut. Die Ostkammer wurde 1975–1976 an die Abmessungen von Großmotorgüterschiffen angepasst. Die Schleusenanlage steht aufgrund ihrer geschichtlichen und städtebaulichen Bedeutung unter Denkmalschutz.
| Doppelschachtschleuse Wedtlenstedt |                                      |                                      |
| Lage:                              | km 4,6                               | km 4,6                               |
| Geografische Lage:                 | Wedtlenstedt (Gemeinde Vechelde) (⊙) | Wedtlenstedt (Gemeinde Vechelde) (⊙) |
| Bedienung:                         | Leitzentrale Wedtlenstedt            | Leitzentrale Wedtlenstedt            |
| Fallhöhe:                          | 9,30 m                               | 9,30 m                               |
|                                    | Westkammer                           | Ostkammer                            |
| Sparbecken:                        | ohne Sparbecken                      | ohne Sparbecken                      |
| Erbaut:                            | 1938–1940                            | 1938–1940                            |
| Nutzlänge:                         | 225 m                                | 220 m                                |
| Breite:                            | 12,00 m                              | 12,00 m                              |
| Durchfahrtshöhe:                   | 4,55 m                               | 6,00 m                               |
| Abladetiefe:                       | 2,10 m                               | 2,70 m                               |

### Doppelschachtschleuse Üfingen

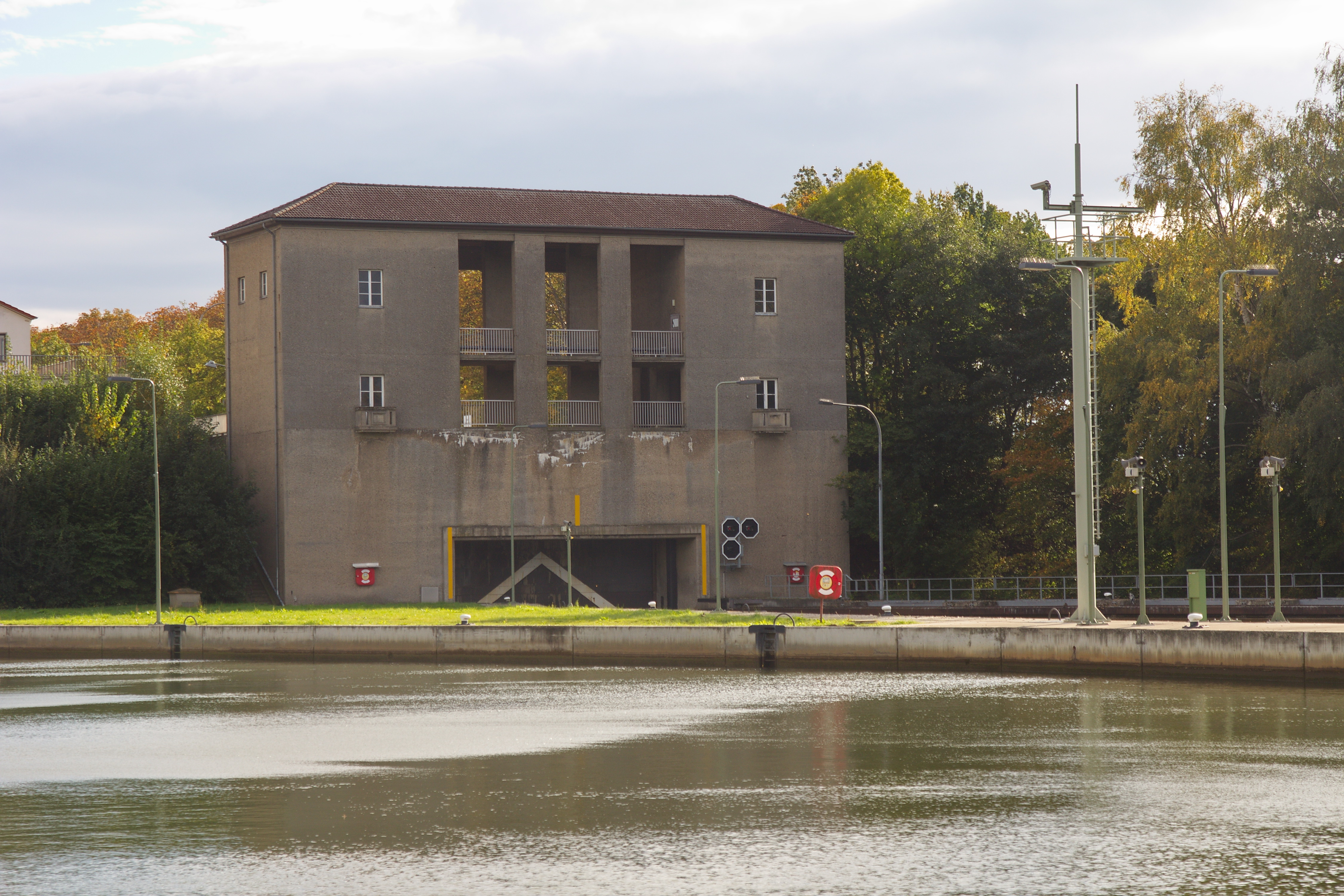
Schleuse Üfingen

Die Schleuse Üfingen wurde als Doppelschachtschleuse mit zwei baugleichen Kammern erbaut. Die Ostkammer wurde 1975–1976 an die Abmessungen von Großmotorgüterschiffen angepasst.
| Doppelschachtschleuse Üfingen |                                |                                |
| Lage:                         | km 10,7                        | km 10,7                        |
| Geografische Lage:            | Üfingen (Stadt Salzgitter) (⊙) | Üfingen (Stadt Salzgitter) (⊙) |
| Bedienung:                    | Leitzentrale Wedtlenstedt      | Leitzentrale Wedtlenstedt      |
| Fallhöhe:                     | 9,00 m                         | 9,00 m                         |
|                               | Westkammer                     | Ostkammer                      |
| Sparbecken:                   | ohne Sparbecken                | ohne Sparbecken                |
| Erbaut:                       | 1938–1940                      | 1938–1940                      |
| Nutzlänge:                    | 225 m                          | 220 m                          |
| Breite:                       | 12,00 m                        | 12,00 m                        |
| Durchfahrtshöhe:              | 4,25 m                         | 5,50 m                         |
| Abladetiefe:                  | 2,20 m                         | 2,70 m                         |

## Yachthäfen
- Yachthafen Heidanger bei km 3,2. Wedtlenstedt (Gemeinde Vechelde), 90 Liegeplätze.[8]